# Egbertus Waller
Egbertus Jacobus Waller (* 10. Dezember 1901 in Vrijenban; † 23. Oktober 1982 in Wassenaar) war ein niederländischer Ruderer.

## Karriere
Egbertus Waller gehörte bei den Olympischen Sommerspielen 1924 in Paris zur niederländischen Besatzung, die in der Achter-Regatta antrat. Der niederländische Achter schied jedoch im Vorlauf aus. Zwei Jahre später gewann Waller bei den Europameisterschaften in Luzern die Silbermedaille mit dem Vierer ohne Steuermann. Bei den Olympischen Sommerspielen 1928 in Amsterdam nahm er mit Simon Bon, Ansco Dokkum und Paul Maasland in der Vierer ohne Steuermann-Regatta teil. Das Boot schied im Hoffnungslauf.